# フルーツランズ
フルーツランズは、1840年代にエイモス・ブロンソン・オルコットとチャールズ・レーンによって、トランセンデンタリズム（超越主義）の理念に基づき、マサチューセッツ州ハーバードマサチューセッツ州ハーバードに設立されたユートピア的な農耕共同体である。その活動の記録は、オルコットの娘ルイーザ・メイ・オルコットによる『超越的な野のオート麦（Transcendental Wild Oats）』に見ることができる。
レーンは「ワイマン農場」と呼ばれていた土地を購入し、その敷地は90エーカー（364,217平方メートル）に及び、老朽化した家屋と納屋も含まれていた。フルーツランズの住人たちは動物性のものを一切口にせず、水だけを飲み、冷たい水で入浴し、「人工の明かりで夜を延ばすことも、朝の明るさを犠牲にすることもなかった」とされている。 さらに、財産は共同で所有され、動物による労働も用いられていなかった。
この共同体は7か月続いた。生活は農業に依存していたが、それが困難であることがわかった。現在、当時の農家はフルーツランズ博物館の一部となっており、地域の他の歴史的建造物と共に保存されてる。